# (24093) Tomoyamaguchi
(24093) Tomoyamaguchi est un astéroïde de la ceinture principale.

## Description
(24093) Tomoyamaguchi est un astéroïde de la ceinture principale. Il fut découvert le 29 octobre 1999 à la station Anderson Mesa par le programme LONEOS. Il présente une orbite caractérisée par un demi-grand axe de 2,71 UA, une excentricité de 0,25 et une inclinaison de 9,1° par rapport à l'écliptique.

## Compléments